# Cade Cowell
Cade Cowell (Ceres, 2003. október 14. –) amerikai válogatott labdarúgó, a San Jose Earthquakes csatárja.

## Pályafutása

### Klubcsapatokban
Cowell a kaliforniai Ceres városában született. Az ifjúsági pályafutását a Ballistic United csapatában kezdte, majd a San Jose Earthquakes akadémiájánál folytatta.
2019-ben mutatkozott be a San Jose Earthquakes első osztályban szereplő felnőtt keretében. A 2019-es szezon második felében a Reno 1868 csapatát erősítette kölcsönben. Először a 2020. március 8-ai, Minnesota United ellen 5–2-re elvesztett mérkőzés félidejében, Danny Hoesen cseréjeként lépett pályára. Első gólját 2020. augusztus 30-án, a LA Galaxy ellen idegenben 3–2-es vereséggel zárult találkozón szerezte meg.

### A válogatottban
Cowell az U16-os, az U17-es és az U20-as korosztályú válogatottakban is képviselte az Amerikai Egyesült Államokat.
2021-ben debütált a felnőtt válogatottban. Először a 2021. december 18-ai, Bosznia-Hercegovina ellen 1–0-ra megnyert mérkőzés 78. percében, Jesús Ferreirat váltva lépett pályára. Első válogatott gólját 2023. július 2-án, a Trinidad és Tobago ellen 6–0-ás győzelemmel zárult CONCACAF-aranykupa csoportkör mérkőzésen szerezte meg.

## Statisztikák
2023. június 18. szerint
| Klub                 | Szezon   | Osztály  | Bajnokság | Bajnokság | Kupa  | Kupa | Nemzetközi | Nemzetközi | Összesen | Összesen |
| Klub                 | Szezon   | Osztály  | Meccs     | Gól       | Meccs | Gól  | Meccs      | Gól        | Meccs    | Gól      |
| -------------------- | -------- | -------- | --------- | --------- | ----- | ---- | ---------- | ---------- | -------- | -------- |
| San Jose Earthquakes | 2019     | MLS      | 0         | 0         | 1     | 0    | —          | —          | 1        | 0        |
| San Jose Earthquakes | 2020     | MLS      | 19        | 1         | 0     | 0    | —          | —          | 19       | 1        |
| San Jose Earthquakes | 2021     | MLS      | 33        | 5         | 0     | 0    | —          | —          | 33       | 5        |
| San Jose Earthquakes | 2022     | MLS      | 31        | 3         | 3     | 2    | —          | —          | 34       | 5        |
| San Jose Earthquakes | 2023     | MLS      | 13        | 0         | 1     | 0    | —          | —          | 14       | 0        |
| Összesen             | Összesen | Összesen | 96        | 9         | 5     | 2    | 0          | 0          | 101      | 11       |

### A válogatottban
| Válogatott       | Év       | Pályára lépés | Gól |
| ---------------- | -------- | ------------- | --- |
| Egyesült Államok | 2021     | 1             | 0   |
| Egyesült Államok | 2023     | 5             | 1   |
| Összesen         | Összesen | 6             | 1   |

#### Góljai a válogatottban
| # | Időpont         | Helyszín                                                      | Ellenfél           | Gólok | Eredmény | Kiírás                     |
| - | --------------- | ------------------------------------------------------------- | ------------------ | ----- | -------- | -------------------------- |
| 1 | 2023. július 2. | Bank of America Stadion, Charlotte, Amerikai Egyesült Államok | Trinidad és Tobago | 4–0   | 6–0      | 2023-as CONCACAF-aranykupa |

## Sikerei, díjai
Amerikai U20-as válogatott
- U20-as CONCACAF-bajnokság
  - Győztes (1): 2022

Egyéni
- MLS All-Stars: 2021